# EOKA B
L'EOKA B o EOKA 2 (in greco Εθνική Οργάνωσις Κυπρίων Αγωνιστών B?, Ethnikí Orgánosis Kypríon Agonistón Β) è stata un'organizzazione paramilitare cipriota-greca, attiva tra il 1971 e il 1974, d'ispirazione nazionalista e di destra, favorevole all'Enōsis (fusione tra Cipro e la Grecia). Durante la sua breve esistenza, il suo obiettivo principale fu d'impedire l'applicazione di qualsiasi soluzione pacifica del conflitto da essa considerata inaccettabile, vale a dire che non prevedesse l'unione organica di Cipro alla Grecia.
Fu disciolta in seguito al mancato colpo di Stato militare cipriota del 1974 e alla susseguente Operazione Atilla, vale a dire l'intervento militare turco a Cipro di quello stesso anno.
L'organizzazione è correntemente qualificata come "terrorista", a causa delle sue campagne dinamitarde contro le forze di polizia cipriote. Una simile terminologia è anche stata usata dal Presidente della Repubblica di Cipro, l'arcivescovo Makarios nel suo intervento all'ONU dopo il Colpo di Stato militare cipriota del 1974..

## Storia
L'organizzazione fu fondata dal generale greco-cipriota Georgios Grivas, un veterano della lotta anticolonialista a Cipro. Grivas era stato uno dei capi militari anticomunisti durante la guerra civile greca ed aveva fatto parte del gruppo di fondatori dell'EOKA agli inizi degli anni cinquanta.
Dopo l'ultimatum turco del 1967 era stato richiamato ad Atene dalla giunta militare dei colonnelli, tornando a Cipro solo nel 1971. Creò allora l'EOKA B in segno di reazione al mutamento di politica da parte di Makarios, che rinunciava all'Enōsis, tanto più dopo la presa di potere da parte della dittatura greca, per scansare il rischio concreto di una soluzione violenta delle tensioni, considerata inaccettabile. Il rifiuto dell'Enōsis da parte di Makarios nel 1959 aveva provocato la collera dei nazionalisti greco-ciprioti, accresciuta dalla riaffermazione di questa linea politica da parte del Presidente cipriota dopo la sua rielezione del 1968.
L'organizzazione fu combattuta militarmente dai membri del Partito socialista cipriota (EDEK), mentre il Partito comunista cipriota (AKEL) si accontentò di osteggiarla verbalmente.
Dopo la morte di Grivas nel gennaio del 1974, la nuova direzione dell'EOKA B si trovò sempre più sotto l'influenza della giunta militare di Atene. Il 15 luglio 1974, l'EOKA B tentò un colpo di Stato con l'assenso del capo della dittatura dei colonnelli, Dīmītrios Iōannidīs e con l'appoggio della Guardia Nazionale cipriota, che riuscirono a rovesciare Makarios e a installare al suo posto Nikos Sampson. Tale azione provocò il 20 luglio l'intervento turco, previsto dal Trattato di Zurigo e Londra, che portò alla partizione de facto dell'isola di Cipro.
Durante l'invasione turca membri dell'EOKA B furono responsabili di diversi massacri di civili turco-ciprioti, come quelli  avvenuti a Maratha, Santalaris e Aloda (126 morti), e a Tochni e Zygi (84 morti).